# Система розробки родовища поперечно-похилими шарами

Система розробки родовища поперечно-похилими шарами — система розробки потужних пластів з поділом на поперечно-похилі шари товщиною 2,7…3,0(3,5) м, розташовані під кутом 30…40о до горизонту.

## Загальний опис
При кутах падіння пласта близько 60º поперечно-похилий шар розташовується майже за нормаллю до площин напластування. Завдяки похилому положенню шара забезпечується самоплив вугілля і закладки в очисному вибої. Нахил вибою зумовлює і положення шарових штреків: біля висячого боку знаходиться верхній штрек, що служить для доставки закладки і лісових матеріалів, а біля лежачого — нижній штрек для транспортування вугілля.
У загальному випадку розробка поперечно-похилими шарами менш ефективна, ніж горизонтальними. Підвищені витрати і трудомісткість кріплення виробленого простору і шарових штреків, а також їхнє підтримання при розробці поперечно-похилими шарами значно перевищують ефект від самопливного руху вугілля та закладки у вибої. Тому ця система розробки застосовується порівняно рідко і лише тоді, коли необхідно зберегти поверхню від підробки: похиле положення вибою забезпечує при гідравлічній закладці більший ступінь заповнення виробленого простору закладним матеріалом і більшу щільність закладного масиву, а отже, менші деформації і зсування бокових порід. З цих причин систему розробки поперечно-похилими шарами доцільно застосовувати у варіанті з виїмкою шарів знизу вверх і з гідравлічною закладкою.
Як правило, застосовується польова підготовка. Поверх поділяється на двосторонні виїмкові поля. На транспортному горизонті біля лежачого боку пласта влаштовують водозбірник. На флангах виїмкового поля (а при його поділенні на виїмкові дільниці— на їхніх флангах) проводять вентиляційні печі, що використовуються також для спуску лісоматеріалів і подання закладки трубопроводом. В центрі кожної виїмкової дільниці (на рис.) виїмкове поле не поділене на дільниці) після відробки трьох шарів проводять конвеєрний квершлаг, що з'єднує польовий транспортний штрек з вуглеспускними печами, котрі в процесі виїмки шарів споруджуються в закладному масиві. По обидві сторони від вуглеспускної печі також у закладному масиві споруджуються дренажні печі.
Характерною особливістю розробки пласта поперечно-похилими шарами є те, що шарові штреки не проводяться по вугіллю, а споруджуються в закладному масиві позаду очисного вибою шару, який розробляється. При цьому конвеєрний штрек цього шару завжди розташовується у закладному масиві нижнього відробленого шару.
Виїмка вугілля в шарі здійснюється за допомогою буро-підривних робіт або відбійних молотків, кріплення — дерев'яним рамним кріпленням, що складається з верхняків, під яки підбиваються стояки, встановлені на лежні.
Відбите вугілля під власною вагою скочується по підошві шару або по риштаках на скребковий конвеєр, встановлений у шаровому штреку, і доставляється до вуглеспускної печі в закладці, далі по конвеєрному квершлагу до збійки-бункера, з якої завантажується у вагонетки на польовому штреку.
Доставка матеріалів у очисні вибої здійснюється через вентиляційні печі і верхні шарові штреки.
Достоїнства системи розробки поперечно-похилими шарами: можливість розробки пластів змінюваної потужності; забезпечення утворення щільного закладного масиву; самопливний рух вугілля у вибої і самонавантаження його на конвеєр у шаровому штреку; малі втрати вугілля; відносна безпека системи у пожежному відношенні.
Недоліки: низьке навантаження на очисний вибій; порівняно низька продуктивність праці робітників, що пов'язане зі складністю кріплення вибою і застосуванням закладки; небезпека розтріскування і зсування вугільного масиву в процесі виїмки шарів; великі витрати кріпильних матеріалів; неможливість залишення породи з прошарків у пласті в шахті.
Областю застосування системи є пласти потужністю понад 5 м і кутами падіння більш ніж 40º з міцним і в'язким вугіллям і породами будь-якої стійкості при необхідності утворення щільної закладки для охорони об'єктів на поверхні.